# Улица Звездинка
Звезди́нка — улица в центре Нижнего Новгорода. Начинается от площади Горького и продолжается в виде бульвара до Алексеевской улицы.

## История
Названа по звездообразному оврагу на её месте, где начиналась речка Ковалиха; мощные родники в ответвлениях оврага создали два больших пруда — Дюков и Звездин. По другой версии название связано с фамилией дворян Звездиных, которым эта территория принадлежала. Овраг был засыпан в конце XIX-го века. 
А. М. Горький дал такое описание этому месту:

Улицы, как я привык понимать её, — нет; перед домом распластался грязный овраг, в двух местах его перерезали узкие дамбы. Налево овраг выходит к арестантским ротам, в него сваливают мусор со дворов… направо, в конце оврага, киснет илистый Звездин пруд, а центр оврага — как раз против дома…
— «В людях»
В несуществующем ныне доме № 15 жил полковник К. Г. Мольденгавер — командир 37-го Екатеринбургского пехотного полка.

## Объекты
- № 5 — Нижегородская государственная областная детская библиотека
- № 5б — Дом Голина, где у В. Сергеева в 1879—1882 годах жил и работал «мальчиком» А. М. Пешков (М. Горький); затем он жил здесь во второй половине 1883 года, до отъезда в Казань.
- № 12 — Паб «Английское посольство»
- № 20 — «Межтопэнергобанк»

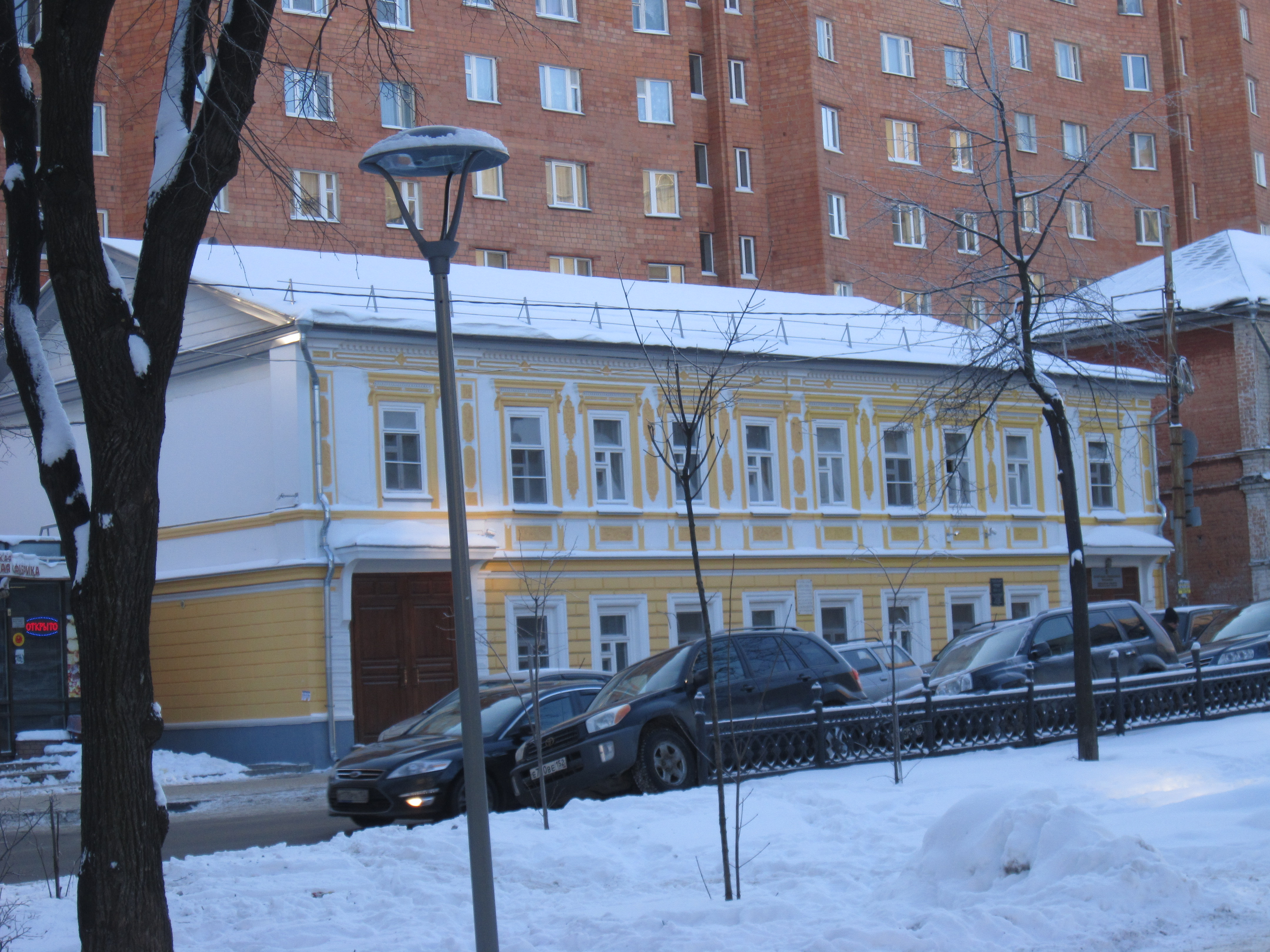
Дом № 5б.
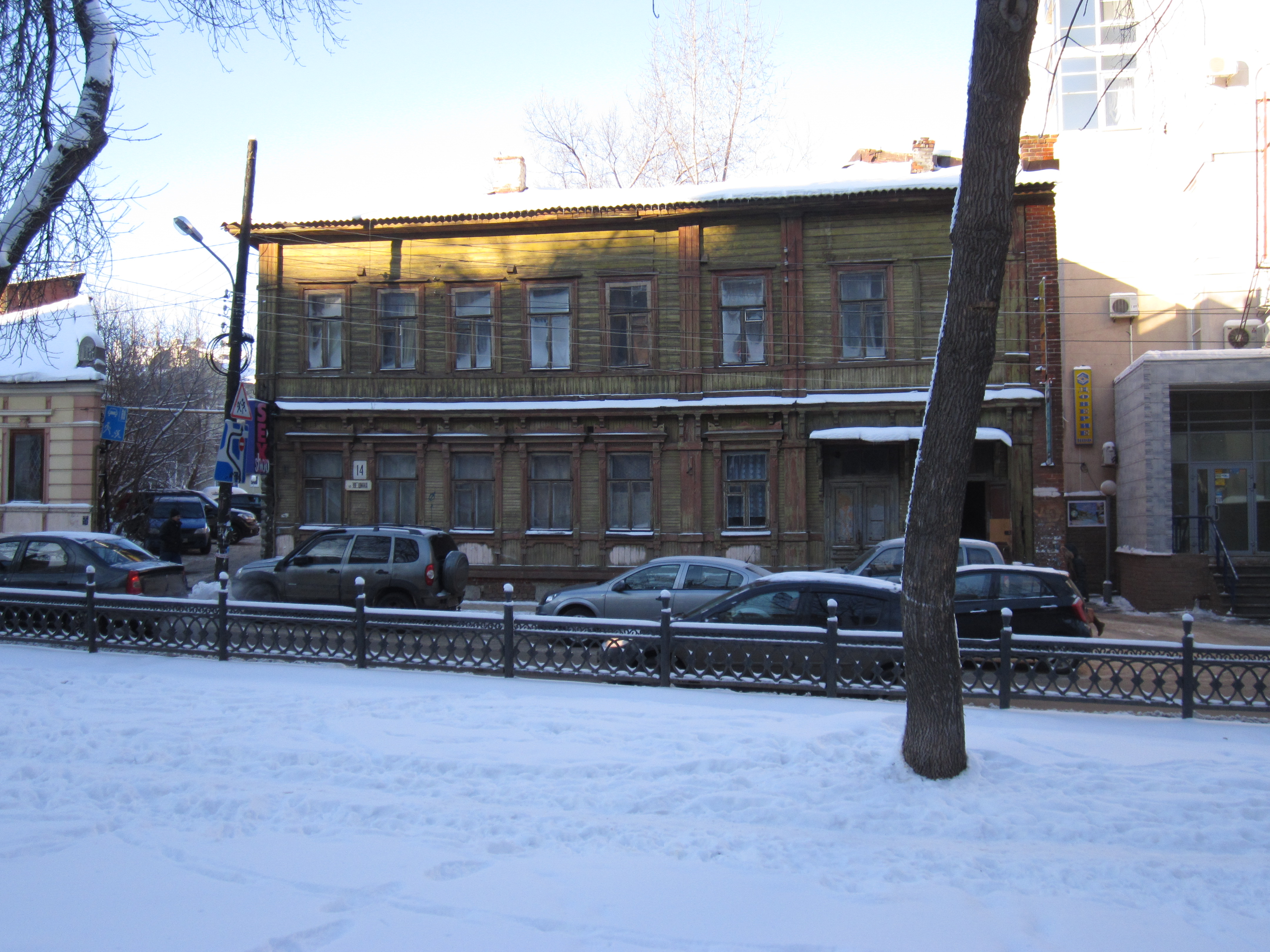
Дом № 14.
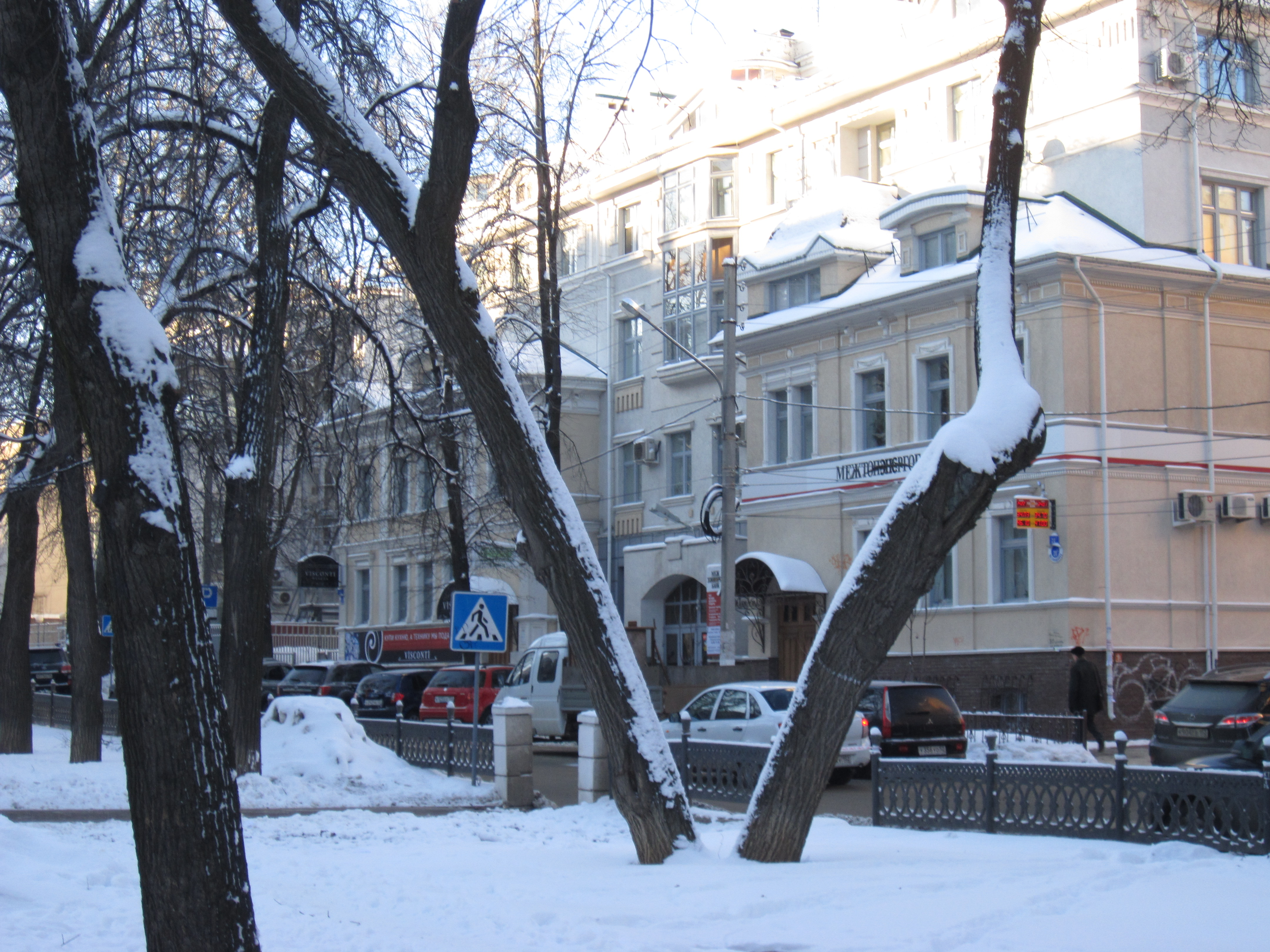
Дом № 20.

## Транспорт
Ранее по улице проходили маршруты такси т-4 и т-97. Сейчас временно ходят 1, 4, 40, 64 автобусы из-за строительства метрополитена.